# Arte de Burkina Faso

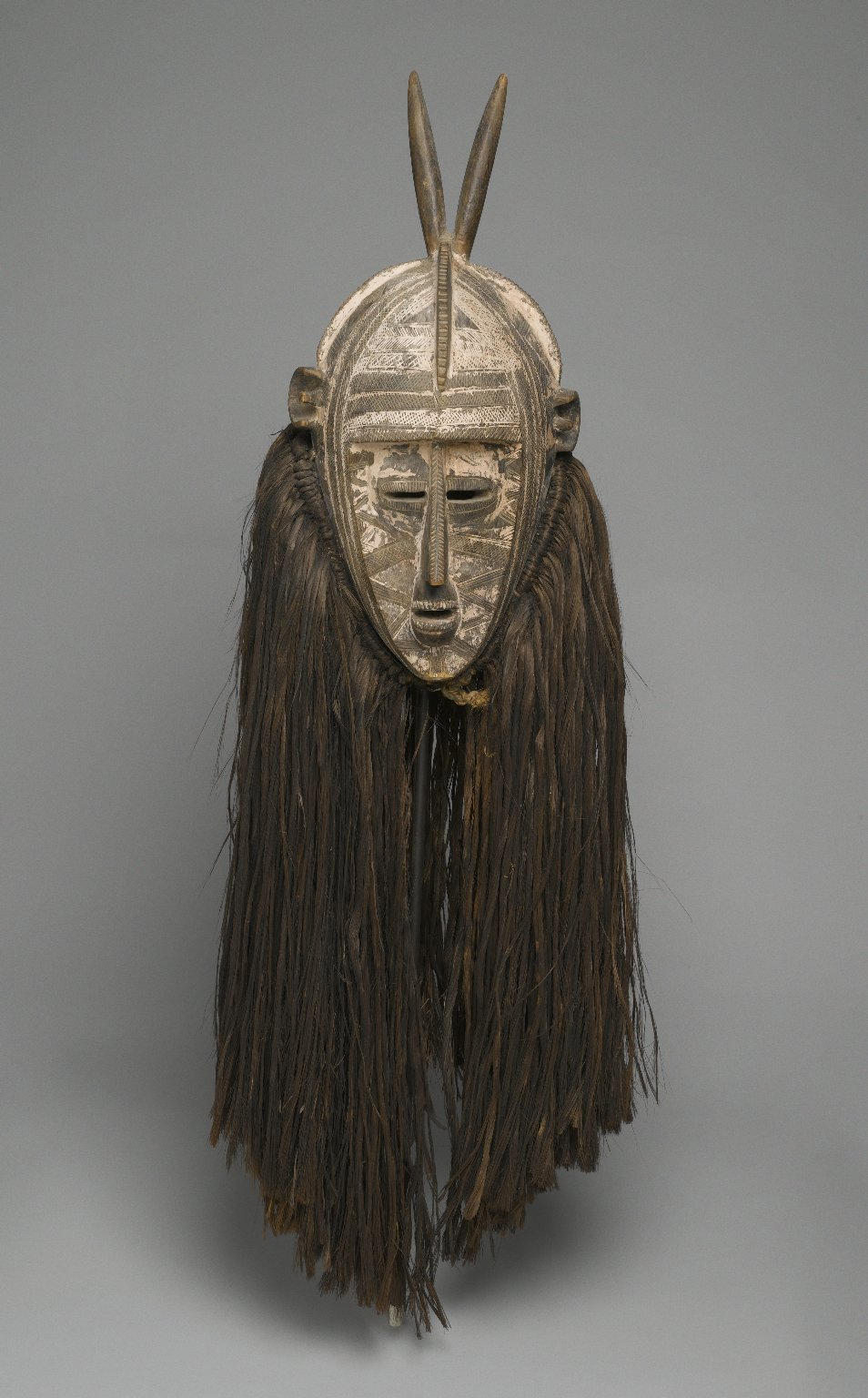
Máscara de madera, rasgos más bien tallados estilísticamente con la boca y los ojos salientes, nariz larga y recta, dos cuernos en la parte superior de la cabeza. Toda la superficie frontal recubierta de finos diseños geométricos incisos. Restos de sustancia rosada en la superficie facial. Manto de fibra negra cosido alrededor de la parte inferior de la máscara. Según las creencias de Bobo, el dios Wuro creó el mundo y luego designó a su hijo, Dwo, para ayudar a la humanidad. Todas las máscaras Bobo sirven como medio de contacto entre los seres humanos y estas deidades; algunas representan a las deidades mismas mientras que otras, llamadas máscaras bolo, representan animales y personas.

El arte de Burkina Faso es en el siglo XXI, del mismo tipo que se puede observar de tiempos anteriores en los museos de Europa y América. Burkina Faso es un pequeño país sin litoral, al norte de Ghana y al sur de Malí y Níger. Económicamente, es uno de los cuatro o cinco países más pobres del mundo. Culturalmente, es extremadamente rico. En parte, esto se debe a que muy pocas personas de Burkina Faso se han vuelto musulmanas o cristianas. Muchas de las antiguas tradiciones artísticas por las que África es tan conocida se han conservado en Burkina Faso porque mucha gente sigue honrando a los espíritus ancestrales y a los espíritus de la naturaleza. En gran parte veneran a los espíritus mediante el uso de máscaras y figuras talladas. Muchos de los países del norte de Burkina Faso se habían vuelto predominantemente musulmanes, mientras que muchos de los países del sur de Burkina Faso son cristianos. En contraste, muchos de los habitantes de Burkina Faso siguen ofreciendo oraciones y sacrificios a los espíritus de la naturaleza y a los espíritus de sus antepasados.
Uno de los principales obstáculos para entender el arte de Burkina Faso, incluyendo el de los Bwa, ha sido la confusión entre los estilos de los Bwa, los gurunsi y los mossi, y la confusión del pueblo Bwa con sus vecinos del oeste, los Bobo. Esta confusión fue el resultado del uso de intérpretes de Jula por parte de los oficiales coloniales franceses a principios de siglo. Estos intérpretes consideraban que los dos pueblos eran iguales y se referían a los Bobo como "Bobo-Fing" y a los Bwa como "Bobo-Oule". De hecho, estos dos pueblos no están relacionados en absoluto. Sus lenguajes son muy diferentes, sus sistemas sociales son diferentes, y ciertamente su arte también es muy diferente. En cuanto a los estilos artísticos, la confusión proviene del hecho de que los bwa, los gurunsi y los mossi, fabrican máscaras recubiertas de motivos geométricos rojos, blancos y negros. Este es simplemente el estilo de los pueblos Voltaico o Gur, y también incluye a los Dogón y otros pueblos que hablan lenguas voltaicas.

## Máscaras Mossi

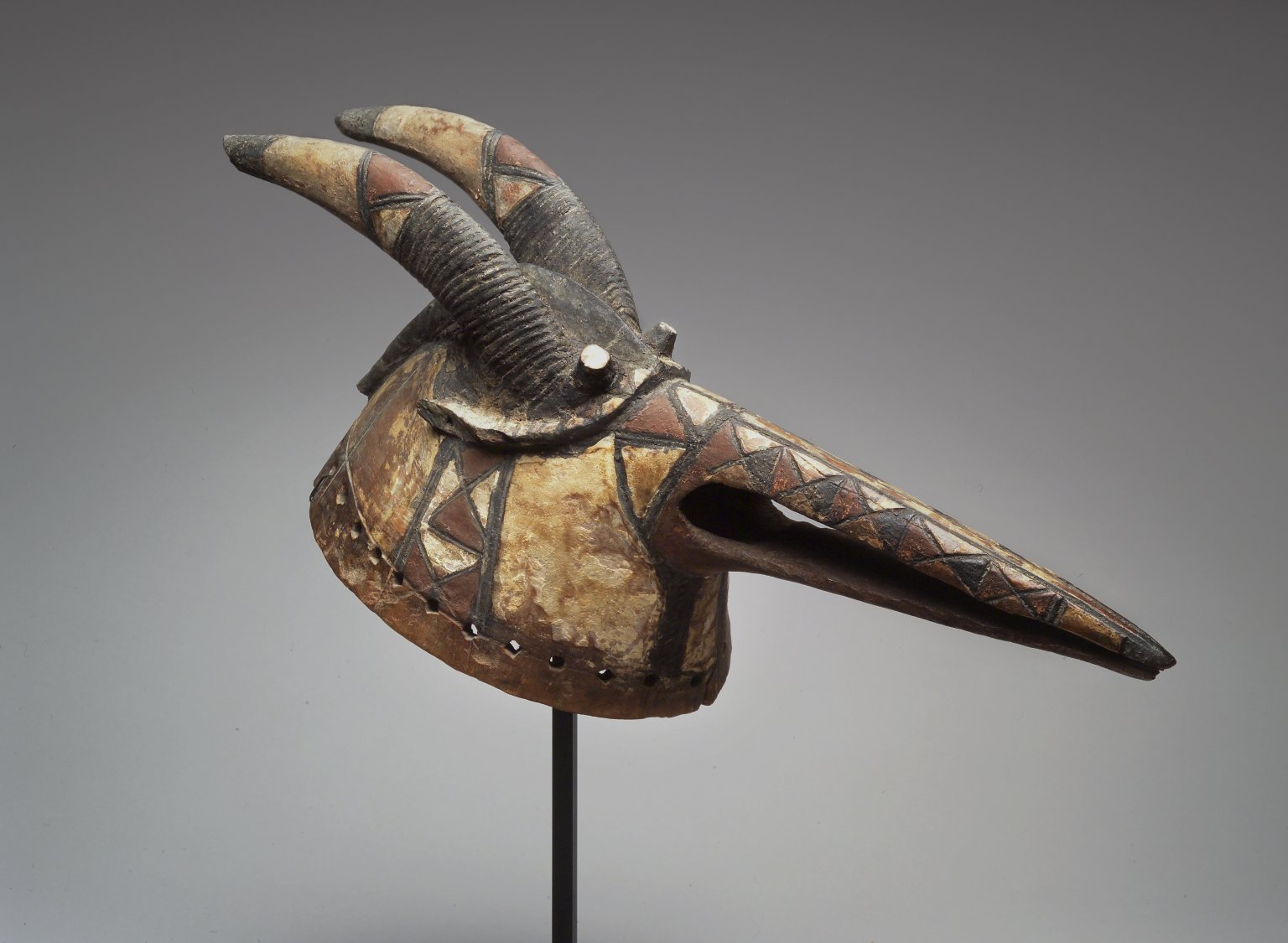
Máscara Mossi, datada del o principios del. Museo de Brooklyn.

Las máscaras ocupan un lugar importante en la vida religiosa de los Nyonyose, los antiguos agricultores y el segmento espiritual de la sociedad entre el pueblo mossi. Los Nakomse —clase principal— no usan máscaras. El uso de máscaras en iniciaciones y funerales es bastante típico de todos los pueblos voltaicos o de habla gur, incluyendo a los nioniosos, lela, winiama, nouna, bwaba y dogón. Las máscaras aparecen en los entierros para observar en nombre de los antepasados que se realizaron los procedimientos del entierro adecuados. Luego aparecen en varios funerales o servicios conmemorativos celebrados a intervalos regulares a lo largo de los años después de la muerte de un anciano. Las máscaras sirven para honrar al difunto y para verificar que el espíritu del difunto merece ser admitido en el mundo de los antepasados.

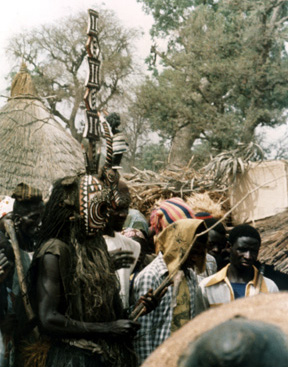
Una máscara en un funeral en el pueblo de Kirsi en 1976. Se ha añadido una muñeca de plástico negra a los cuernos para crear un «karan wemba», para honrar a un antepasado femenino.

Sin un funeral apropiado, el espíritu permanece cerca de la casa y causa problemas a sus descendientes. Las máscaras son a menudo talladas de la madera de la Ceiba pentandra. Están talladas en tres estilos principales que corresponden a los estilos de los pueblos antiguos que fueron conquistados en 1500 por el invasor Nakomse e integrados en una nueva sociedad mossi: en el norte las máscaras son verticales con una cara redonda cóncava o convexa. 

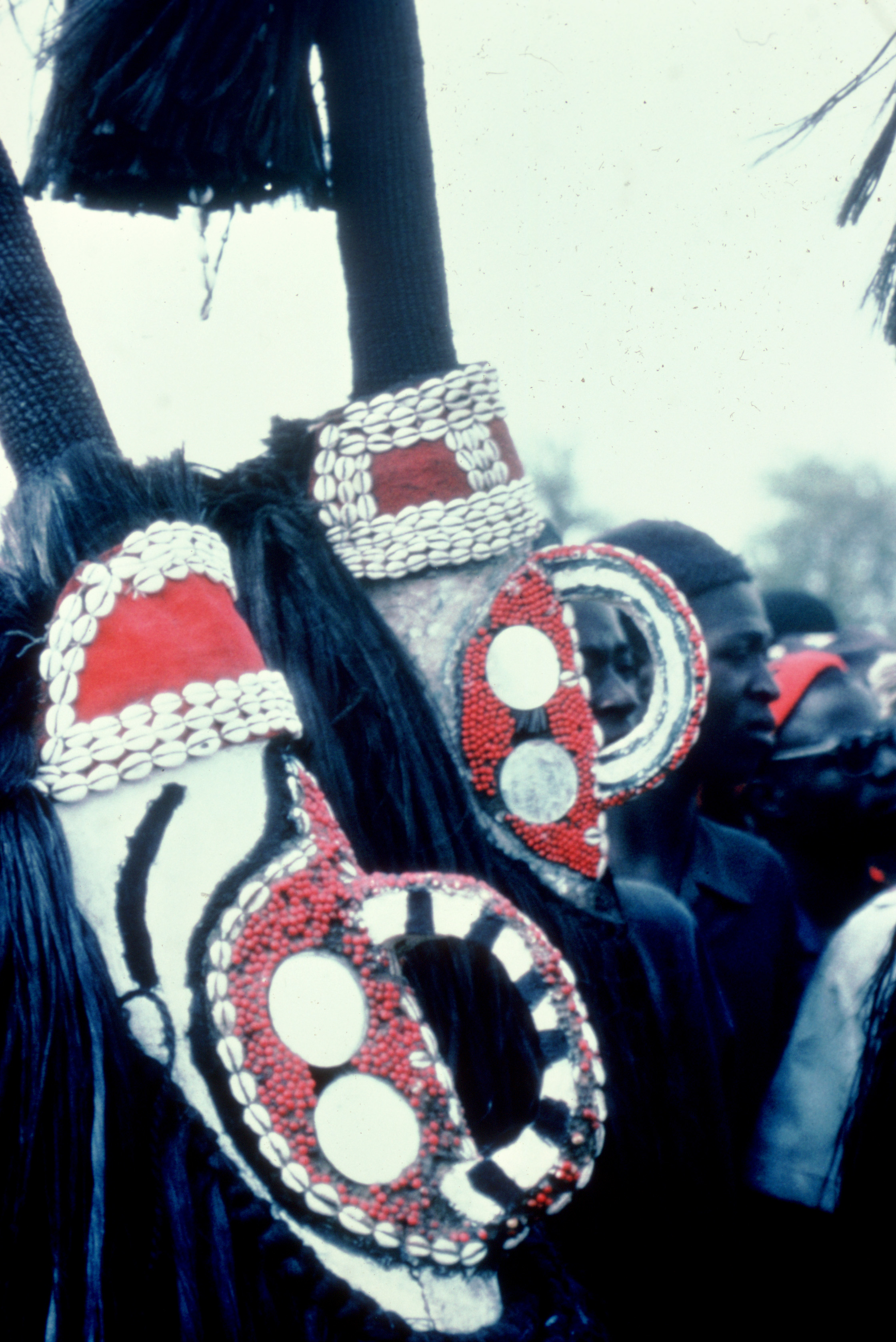
Dos máscaras Mossi femeninas de estilo oriental en una ceremonia de fin de año en el pueblo de Zéguédéguin.

En el suroeste las máscaras representan animales como el antílope, el búfalo arbusto, y varias criaturas extrañas, están pintadas de rojo, blanco y negro. En el este, alrededor de Boulsa, las máscaras tienen postes altos por encima de la cara a la que se adhiere la fibra. Las máscaras femeninas tienen dos pares de espejos redondos para los ojos, y las máscaras pequeñas, que representan a Yali, «el niño» tienen dos cuernos verticales. Todas las máscaras de Nyonyose se usan con trajes gruesos hechos de la fibra del cáñamo salvaje, Hibiscus cannabinus, En los viejos tiempos únicamente los Nyonyose del norte en Yatenga y Kaya, y la gente del este alrededor de Boulsa permitió que sus máscaras fueran fotografiadas. La gente del suroeste prohibió la fotografía porque no se ajustaba a la «yaaba soore», el camino de los antepasados. Los personajes de la máscara incluyen a Balinga, la mujer Pël, katre, la hiena, el antílope pequeño, Wan pelega, el antílope grande, y muchos otros. Ahora, sin embargo, máscaras de las tres áreas aparecen en festivales públicos anuales tales como en el SIAO (Salón international de l'Artisanat de Ouagadougou), Semana de la Cultura, y las Noches Atípicas de Koudougou (Les Nuits Atypiques de Koudougou). Cada familia de Nyonyose tiene su propia máscara, y ellos son los encargados de proteger las máscaras hasta el día de hoy. Las máscaras son muy sagradas, y son un vínculo con los espíritus de los antepasados y de la naturaleza.

## Bwa

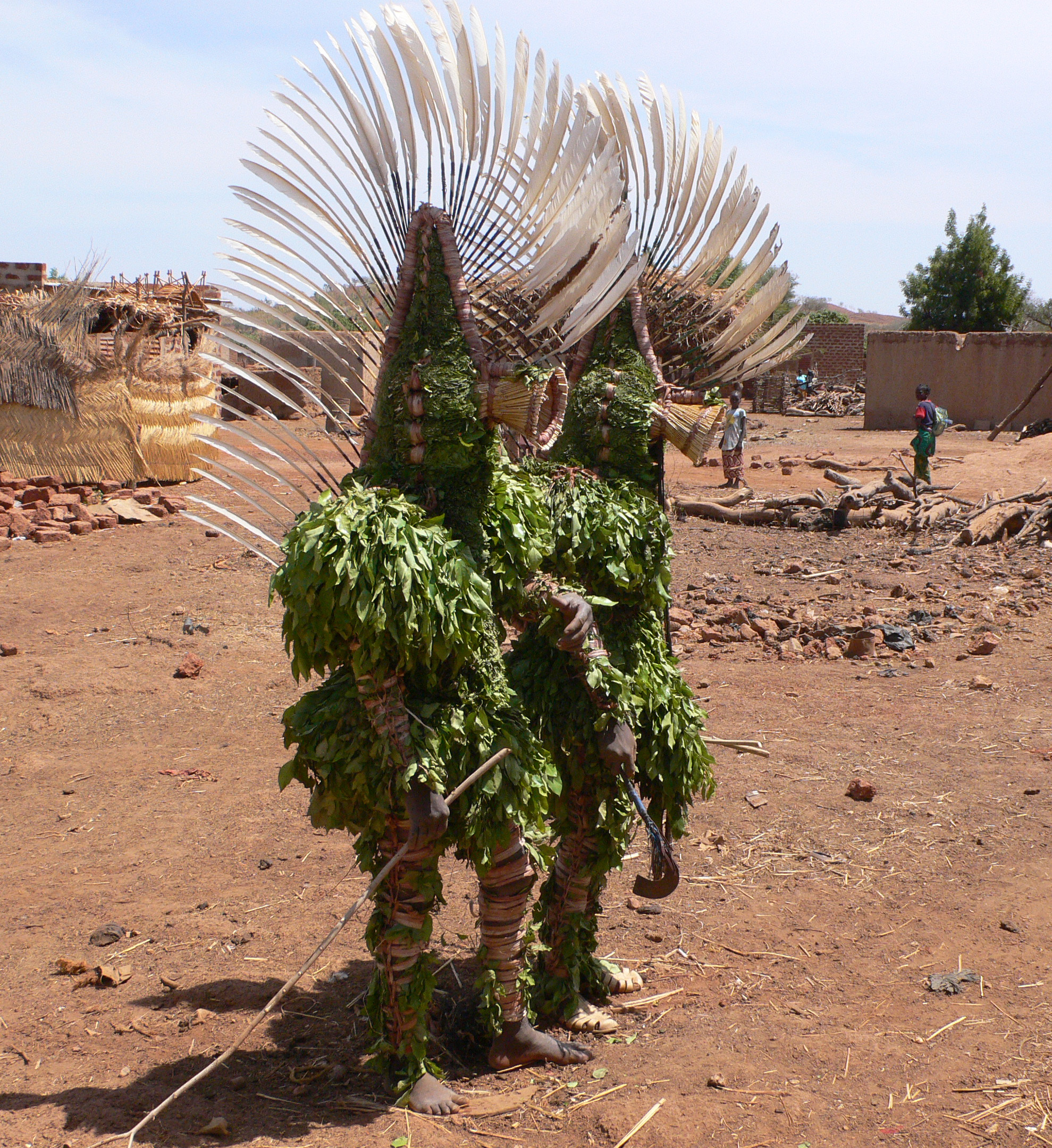
Máscaras de hojas, aldea Bwa de Boni, 2006.

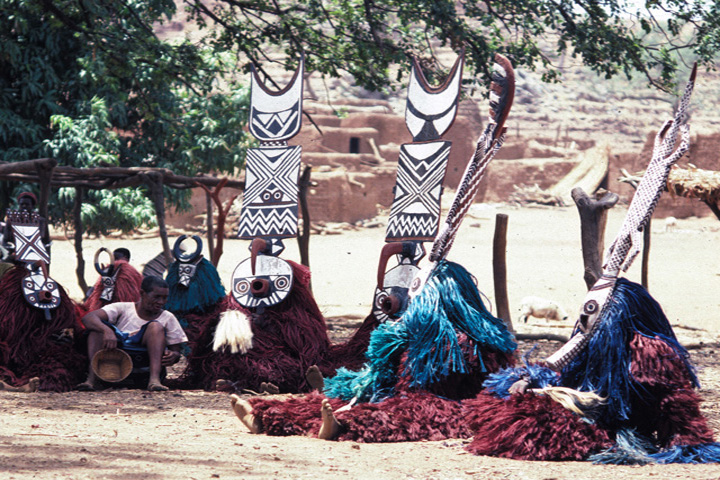
Máscaras Bwa, aldea de Dossi, 1985.

El pueblo Bwa vive en el centro de Burkina Faso. En años pasados han sido asociados erróneamente con los Bobo. De hecho, no están relacionados con los Bobo y todos, en sus idiomas y cultura son muy diferentes. Los Bwa hablan una lengua de la familia de lenguas voltaicas, mientras que los Bobo hablan una lengua de la familia mandé. La confusión fue causada en el pasado por la incapacidad de los franceses para distinguir entre los dos grupos a través de sus intérpretes de Jula.
El pueblo Bwa es muy similar a otros pueblos de Burkina Faso en su falta de autoridad política centralizada. Tradicionalmente no tienen jefes. El resultado es que mientras los Mossi son conservadores y resistentes al cambio, los Bwa son de mente abierta y receptivos al cambio.
Los Bwa producen diferentes tipos de máscaras, incluyendo máscaras de hojas dedicadas al dios Dwo, y máscaras de madera dedicadas al dios Lanle. El estilo de los Bwa es bien conocido por coleccionistas y estudiosos de todo el mundo. Son máscaras de madera que representan a los animales, o máscaras altas y anchas que representan al espíritu Lanle. Están cubiertos con motivos gráficos rojos, blancos y negros que representan las leyes religiosas que la gente de las aldeas debe obedecer si quiere recibir las bendiciones de Dios. Estos conocidos patrones no son decorativos, son patrones gráficos en un sistema de escritura que puede ser leído por cualquier persona de la comunidad que haya sido iniciada. Incluyen tableros de ajedrez en blanco y negro, que parecen un blanco, patrones en zig-zag que representan el camino de los antepasados, patrones en X y semilunas.
Las máscaras se utilizan en una variedad de contextos diferentes. Aparecen en los funerales de los ancianos mayores, tanto hombres como mujeres. En la iniciación cuando a los jóvenes, hombres y mujeres, se les enseña el significado de las máscaras y la importancia de los espíritus y entran en la sociedad adulta de la aldea. Incluso aparecen en los días de mercado cuando sus actuaciones atraen a los visitantes al mercado local, donde es probable que gasten más dinero en efectivo, además de ayudar a la economía de la comunidad.

## Winiama

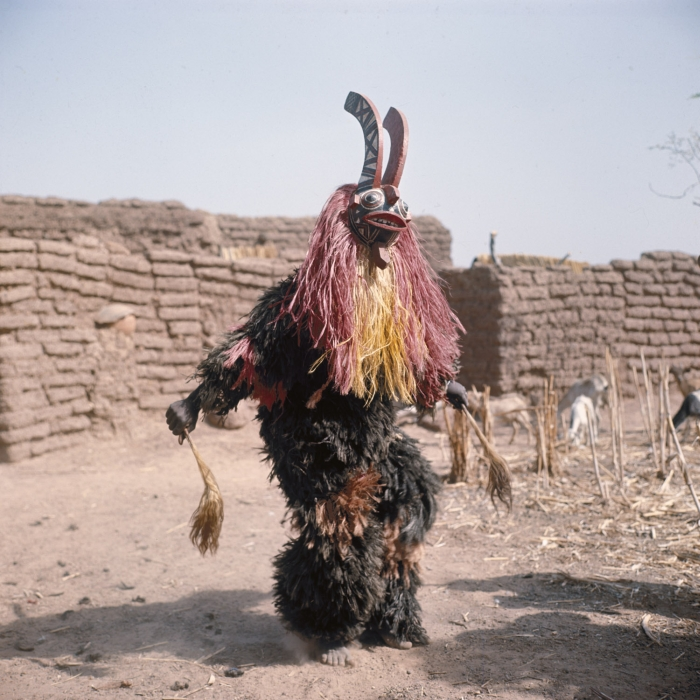
Un bailarín enmascarado en Winiama.

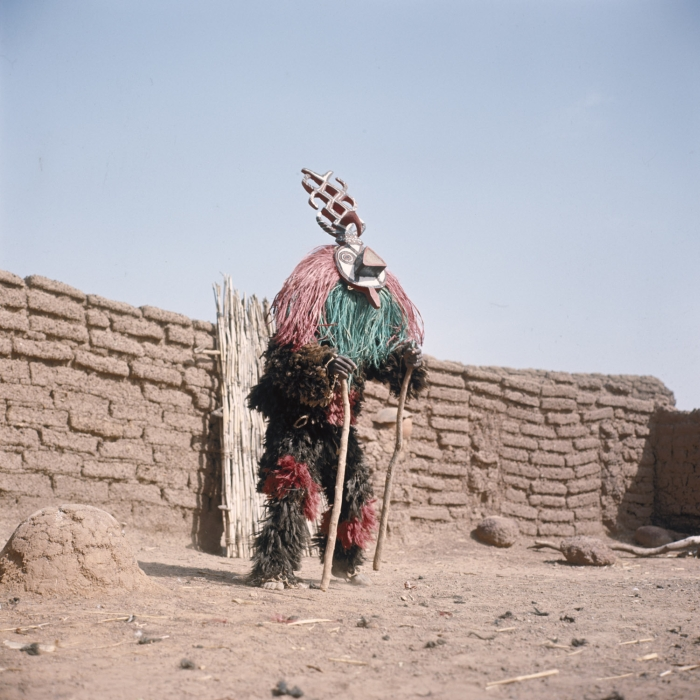
Una máscara Winiama de baile.

La región al suroeste de la meseta Mossi está ocupada por una serie de grupos de agricultores autóctonos a los que los mossi se refieren colectivamente, y en la mayoría de los estudios, como «gurunsi». El singular, gurunga, indica que la palabra es de origen moré (una palabra de la clase moré «-ga, -se»). Los pueblos que comprenden a los llamados gurunsi son los Nuna, Nunuma, Léla, Winiama, Sisala, Kaséna, Nankana y Kusasé que comparten lenguas gur similares. Los Léla hablan Lélé, los Nuna hablan Nuni, los Winiama hablan Winien y los Kaséna hablan Kasem. La mayoría de los pueblos de la zona consideran a los gurunsi como una forma peyorativa de dirigirse a ellos, y prefieren que se les llame por su nombre étnico. El nombre Nunuma se emplea para referirse a los pueblos Nuna al noroeste del Volta Negro, y Nuna para los que están al sureste del río, porque estos pueblos están estrechamente relacionados pero producen máscaras que difieren ligeramente en estilo. Esta distinción puede o no ser válida histórica y etnográficamente. 

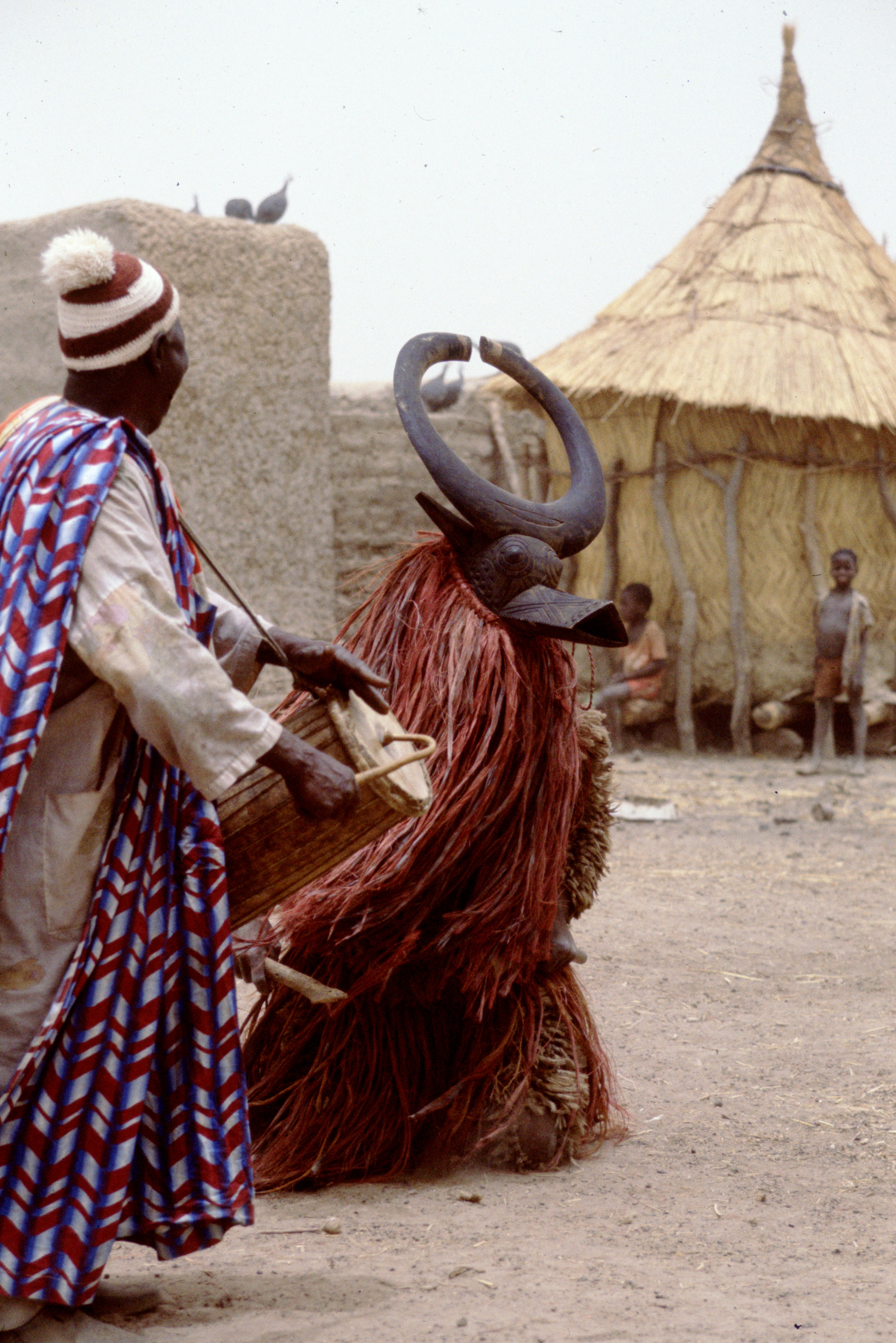
Máscara de búfalo de la familia Ivo, aldea de Ouri, 1985.

Los principales productores de máscaras son Léla, Nunuma y Winiama en el norte y Nuna en el sur. Los Sisala también alguna vez usaron máscaras, pero prácticamente han desaparecido. Los Léla, Nunuma, Winiama y Nuna han influido en los estilos, el uso y el significado de las máscaras entre sus vecinos Bwa y Mossi. Las máscaras talladas en madera representan espíritus de arbustos, o espíritus que toman formas de animales. Estas formas de animales pueden ser más naturalistas entre los Nunuma y Nuna o más estilizadas entre los Léla y Winiama. Los animales que se presentan con mayor frecuencia son el antílope, el búfalo, el cerdo salvaje, la hiena y la serpiente. Algunas máscaras representan espíritus que no tienen forma animal reconocible. Cualquiera que sea el tipo representado, las máscaras tienen grandes ojos redondos rodeados de círculos concéntricos, un hocico corto para máscaras de animales o una boca grande y protuberante para espíritus sobrenaturales. Están cubiertos con patrones geométricos pintados de rojo, blanco y negro, repintados cada año, excepto entre los Winiama. Algunas máscaras están coronadas por una tabla alta.
Las máscaras representan espíritus protectores que pueden tomar formas animales o pueden aparecer como seres extraños. Estos espíritus velan por una familia, un clan o una comunidad y, si se siguen correctamente las reglas para su propiciación, se ocupan de la fertilidad, la salud y la prosperidad de los propietarios. Así, las máscaras proporcionan la continuidad de la vida en el mundo gurunsi. Casi cualquier evento inusual puede justificar consultas con un adivino y la talla de una máscara para representar el espíritu responsable. Cuando el dueño de una máscara muere, la máscara puede ser pasada a su hijo, o puede ser retirada a la casa de los espíritus del linaje, donde se descompone lentamente. Años más tarde un adivino puede prescribir una nueva máscara en la misma forma, y la máscara vieja es llevada al artesano local que produce un reemplazo. Entonces, estas máscaras viejas a menudo se venden en el mercado de antigüedades. Las máscaras aparecen en numerosos eventos a lo largo de la estación seca. Bailan para alejar a las fuerzas del mal de la comunidad. Participan en los funerales de los ancianos. Cada tres, cinco o siete años, participan las máscaras más sagradas de la comunidad, incluyendo las iniciaciones de los jóvenes y cada siete años en sacrificios para asegurar el bienestar de la aldea. Las máscaras pueden aparecer por razones especiales durante todo el año. Las máscaras de entretenimiento aparecen en casi todos los días de mercado para bailar para las multitudes de visitantes. Las máscaras sagradas de pajas no aparecen en espectáculos públicos tan populares.

## Lobi

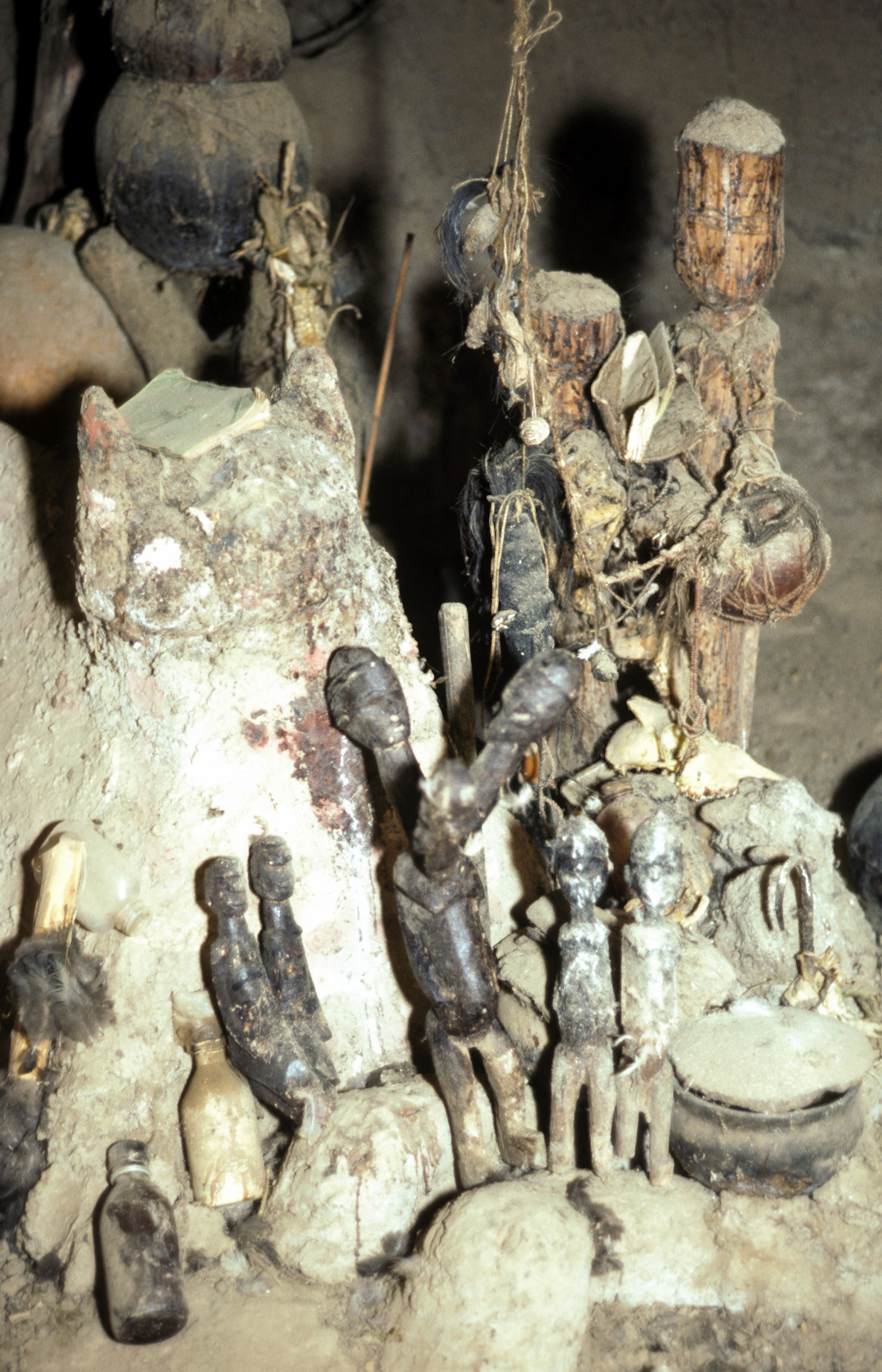
Santuario en una casa Lobi, aldea de Dako, Burkina Faso.

El pueblo Lobi vive en el suroeste de Burkina Faso y en el norte de Costa de Marfil y Ghana. Son extremadamente resistentes a cualquier tipo de autoridad política centralizada. En cambio, sus comunidades se basan en las leyes de Dios. El personaje central en cada comunidad Lobi es el especialista religioso llamado el Thildar. Este adivino es responsable de la comunicación con los espíritus que gobiernan la comunidad y protegen a los miembros de cada familia de accidentes, enfermedades, violencia y todas las múltiples amenazas que la gente encuentra en el duro entorno de África Occidental. Los Lobi representan a los espíritus de la naturaleza a los que llamaban Thil con figuras que pueden ser talladas en madera, modeladas en arcilla o fundidas en latón.
Estas figuras se llaman «boteba», y por lo general se alojan en una especie de santuario oscuro en el espacio más remoto de la parte de atrás de la casa de la familia. Las figuras de arcilla más grandes pueden guardarse en el exterior, donde, debido al material del que están hechas, están a salvo de robos. Las figuras de latón a menudo son usadas en el cuerpo por miembros de la familia.
Cada una de estas figuras muestra diferentes gestos o poses, algunas de ellas pueden tener dos o incluso tres cabezas, algunas figuras femeninas llevan a un bebé debajo de un brazo. Estas características únicas representan el talento o el poder particular del ser espiritual que encarnan. Una figura con dos cabezas es dos veces más rápida para reconocer la amenaza y lidiar con ella. Una figura con un bebé tiene el poder de llevar fertilidad a las mujeres de la familia. Una figura que sostiene un brazo en alto bloquea la entrada de espíritus malévolos a la casa familiar.

## Bobo
En gran parte de la literatura sobre arte africano, el grupo que vive en la zona de Bobo-Dioulasso se llama Bobo-Fing. Esta gente se hace llamar Bobo. Hablan una lengua mandé. Los Bobo son unos 110.000 habitantes, la gran mayoría en Burkina Faso, aunque la zona ocupada por los Bobo se extiende hacia el norte hasta Malí. Los Bobo están lejos de ser homogéneos. Se trata de una antigua amalgama de varios pueblos que se han reunido en torno a una serie de clanes básicos que no conservan ninguna tradición oral de inmigración en la zona. Su lengua y cultura están más estrechamente relacionadas con las de sus vecinos mandé del norte, los bamana y minianka, que con las de sus vecinos voltaicos, los gurunsi y los mossi, pero hay que pensar en ellos como una extensión meridional del pueblo mandé, que vive en lo que hoy es Burkina Faso, y no como un grupo mandé intruso que ha penetrado recientemente en la región. Aunque más del 41% de los linajes Bobo afirman tener un origen extranjero, también afirman ser autóctonos.
El dios creador de Bobos, se llama Wuro. No puede ser descrito y no está representado por la escultura. Los mitos cosmogónicos de Bobo, describen la creación del mundo por Wuro y el orden de sus creaciones, que se colocan en pares básicos opuestos: hombre/espíritus, hombre/femenino, aldea/bosque, domesticado/salvaje, cultura/naturaleza, seguridad/peligro, frío/caliente, granjero/artesano. Los equilibrios entre las fuerzas tal como fueron creadas por Wuro son precarios, y es fácil para el hombre, a través de los actos cotidianos más sencillos, contaminar su mundo y desequilibrar las fuerzas. Incluso la agricultura, en la que los cultivos se recogen en el monte y se introducen en la aldea, puede desequilibrar el precario equilibrio entre cultura/naturaleza, aldea/bosque.

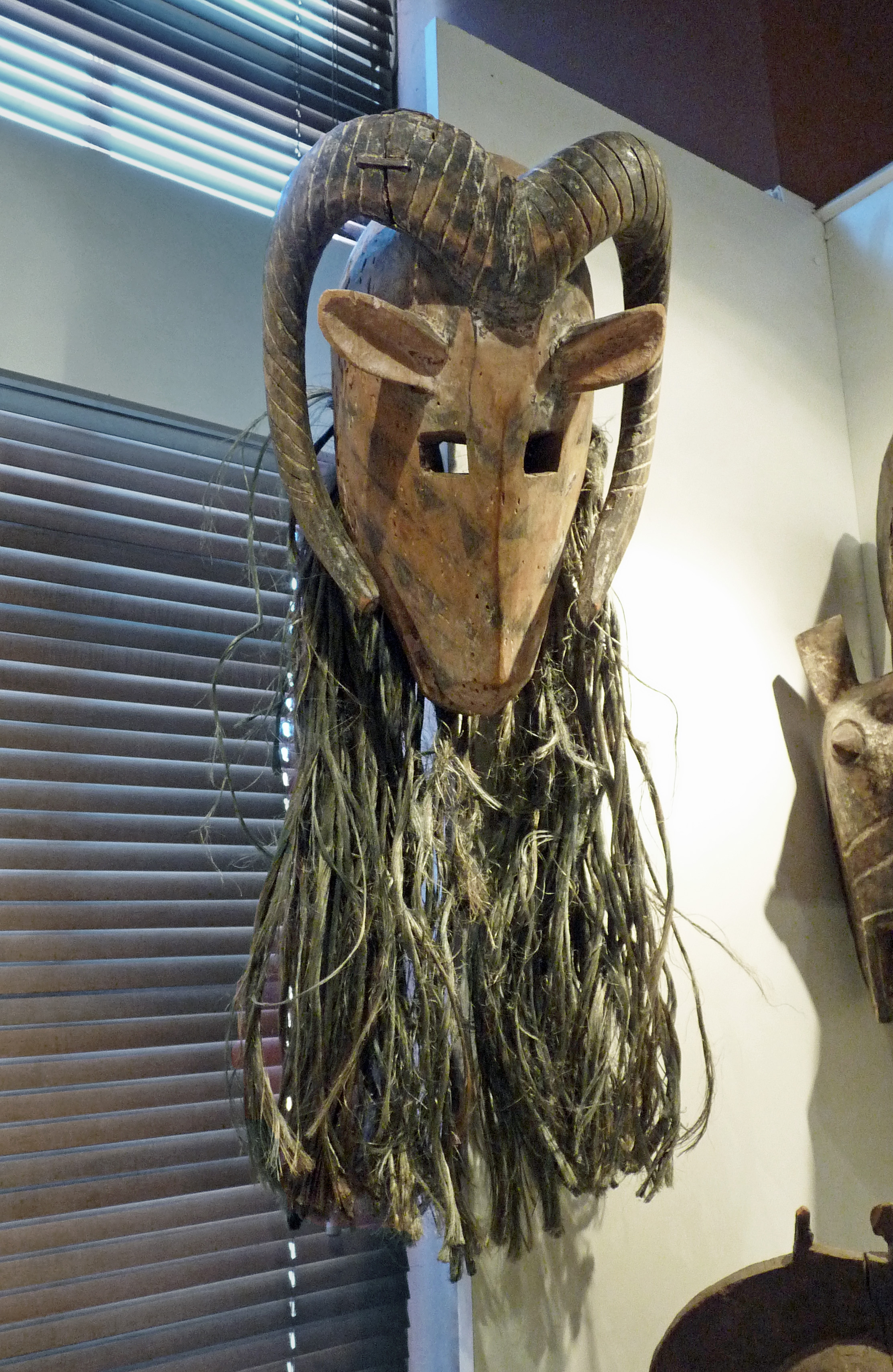
Una máscara de Bobo-Burkina Faso.

Los Bobo utilizan máscaras en tres contextos principales: las máscaras aparecen en el momento de la cosecha en ritos anuales llamados birewa dâga. Las máscaras participan en la iniciación masculina, llamada yele dâga, que es su función principal. Finalmente, participan en el entierro (syebi) y en los ritos funerarios (syekwe) de las personas que han sido asesinadas por Dwo, o de los sacerdotes mayores de Dwo. Esta es una función secundaria, y no todas las máscaras de todos los clanes Bobo asisten a estos ritos. Las máscaras parecen participar en funerales mucho más frecuentemente en el área de Syankoma en el sur, cerca de Bobo-Dioulasso, que en el norte. Las máscaras de hojas que representan la forma inicial y universal del Dwo sirven para integrar al individuo en la sociedad humana y vincular la comunidad del hombre con el mundo natural; las máscaras de fibra fijan al individuo en una agrupación social, dedicada a una de las formas posteriores del Dwo. Estas máscaras son importantes agentes de socialización. La importancia de estas lecciones es impresa en cada nueva generación en la principal institución de iniciación.
Los diferentes niveles de conocimiento se explican a los niños Bobo en varios pasos repartidos en un periodo de quince años. Las máscaras juegan un papel esencial en la iniciación porque restablecen y refuerzan el orden cósmico creado por Wuro, y restauran el equilibrio y los ritmos del mundo natural y de la comunidad. Cada uno de los nuevos pasos de la iniciación está marcado por ceremonias importantes en las que los iniciados bailan con varios tipos de máscaras.